# Dysdera xerxesi
Espèce
Dysdera xerxesi est une espèce d'araignées aranéomorphes de la famille des Dysderidae.

## Distribution
Cette espèce est endémique de la province de Bouchehr en Iran,. Elle se rencontre vers Asaluyeh.

## Description
Le mâle holotype mesure 4,02 mm.

## Systématique et taxinomie
Cette espèce a été décrite par Zamani, Marusik et Szűts en 2023.

## Étymologie
Cette espèce est nommée en l'honneur de Xerxès Ier.

## Publication originale
- Zamani, Marusik & Szűts, 2023 : « A survey of the spider genus Dysdera Latreille, 1804 (Araneae, Dysderidae) in Iran, with fourteen new species and notes on two fossil genera. » ZooKeys, vol. 1146, p. 43-86 (texte intégral).